# Castilla (1886)
El Castilla fue un crucero desprotegido con casco de madera de la clase Aragón operado por la Armada Española que comenzó a construirse como corbeta blindada. Permaneció en servicio desde 1886 hasta que fue destruido en la batalla de Cavite en 1898.

## Construcción
Tras el triunfo de La Gloriosa, el gobierno provisional ordenó la construcción de tres corbetas blindadas con casco de madera para ser destinados a servicios en las colonias. Estos tres buques, debían recibir los nombres de Aragón, Castilla y Navarra. Los trabajos de construcción fueron suspendidos en 1873 durante el mandato como ministro de marina de Juan Bautista Antequera. Posteriormente se decidió convertir los tres buques de la clase en cruceros desprotegidos, al dotarles de una máquina más potente que les permitiera alcanzar una velocidad de 15 nudos a costa de eliminar el blindaje inicialmente previsto. La botadura del Castilla tuvo lugar el 9 de septiembre de 1881.
En aquella época, la clasificación de los diferentes buques pasaba por una gran confusión en la Armada Española y numerosos cambios de denominación, por lo cual, durante su construcción, los tres buques de la clase fueron clasificados sucesivamente como fragatas-crucero, cruceros, corbetas-crucero, corbetas y cruceros de madera de 2.ª clase. El ministro de marina Francisco de Paula Pavía intentó acabar con esta confusión y, a partir del 30 de noviembre de 1881, los buques de más de 2500 toneladas, como era el caso del Castilla fueron denominados como cruceros de 1.ª clase, los de 1500 a 2500 toneladas eran cruceros de 2.ª clase, los menores de 1500 toneladas eran de 3.ª clase, y los menores de 900 toneladas y gran velocidad recibieron la clasificación de avisos.

## Diseño
Tenía un desplazamiento de 3342 toneladas, con una eslora de 72 m, 13,56 m de manga, 11,50 m de puntal y 6,35 m de calado.
Disponía de una máquina de 1100 caballos de vapor nominales que le permitían alcanzar una velocidad de entre 14 y 15 nudos, con una capacidad de 460 t de carbón.
Su blindaje se limitaba a los reductos acorazados para los cañones principales y su dotación era de 360 hombres.
El armamento principal previsto era de 6 cañones de 160 mm, aunque al final, quedó artillado con 4 cañones Krupp de 150 mm y otros 2 cañones de 120 mm, junto a otras piezas de pequeño calibre y tiro rápido, varias ametralladoras y dos tubos lanzatorpedos.
En una reforma posterior, el armamento de tiro rápido y menor calibre quedó compuesto por 4 cañones Nordenfelt de 42 mm y 2 cañones rotativos Hotchkiss de 37 mm, conservando los dos tubos lanzatorpedos.

## Historial

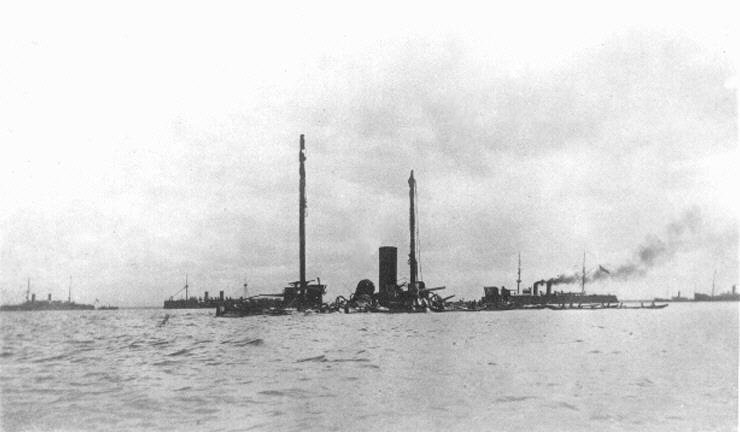
Naufragio del Castilla tras la batalla de Cavite.

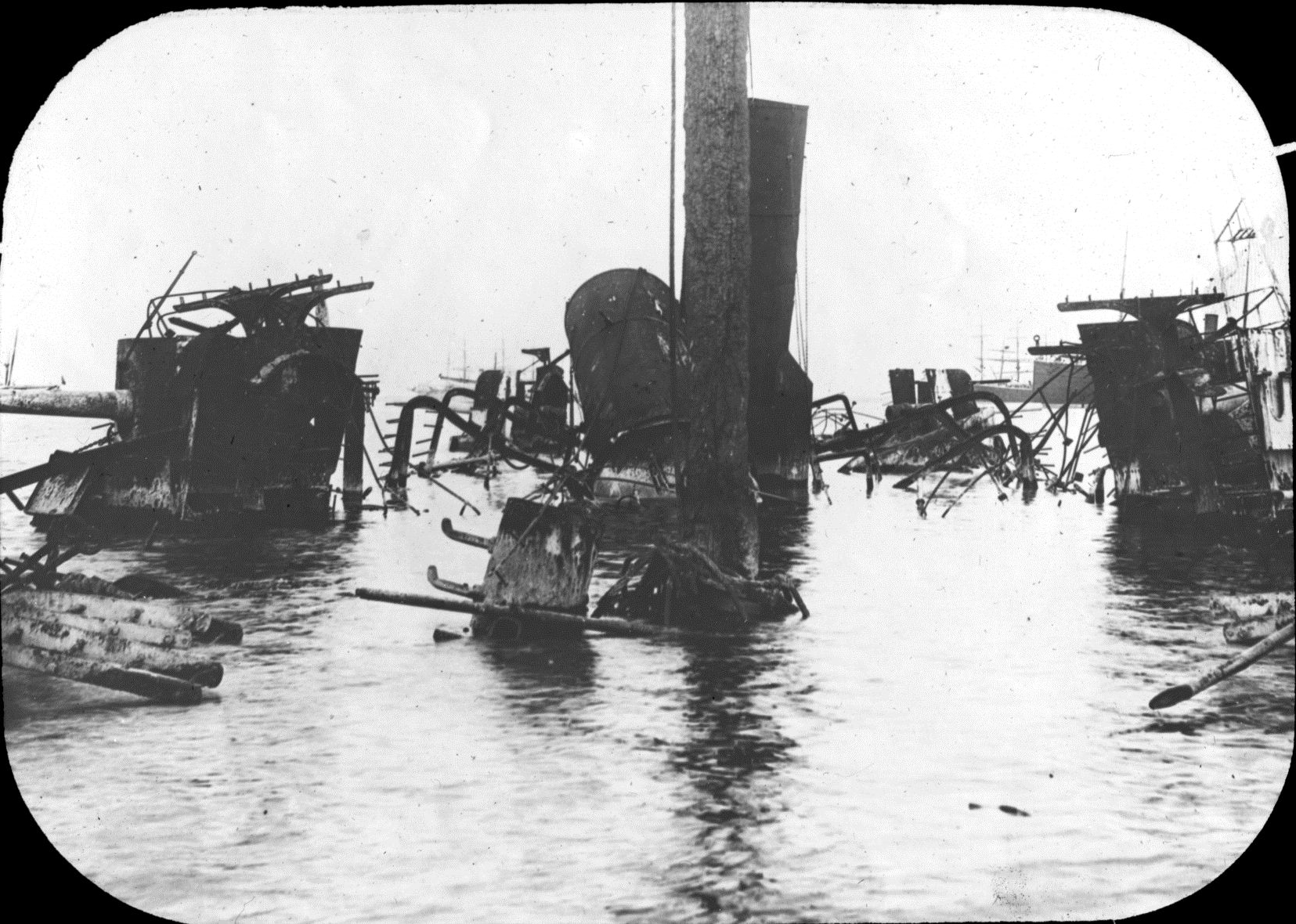
Restos del Castilla tras el combate de Cavite.

Los trabajos de construcción a flote se retrasaron varios años, hasta que fue dado de alta en 1886 como crucero de 1.ª clase, tras lo cual en agosto fue asignado a la Escuadra de Instrucción. El 24 de octubre de 1886 fue alistado junto a otros buques de guerra debido al inicio de la crisis de las islas Carolinas con Alemania.
A mediados de enero de 1887 la Escuadra de Instrucción, al mando del contraalmirante José Maymo y Roig, recibió órdenes de realizar una travesía por el Mediterráneo, en las que el buque realizó visitas a varios puertos extranjeros. La escuadra, estaba formada por la fragata blindada Numancia como buque insignia, la fragata de hélice Gerona y el crucero Castilla, este último bajo el mando del capitán de navío José Pérez y Lazaga. El 24 de enero fondearon en Génova, desde donde zarparon el 2 de febrero rumbo a La Spezia. La visita de otros puertos en Sicilia quedó suspendida al comenzar un brote de cólera en Catania, por lo que la escuadra puso rumbo a Argel y otros puertos del norte de África.
El 25 de agosto de 1887 embarcó en San Sebastián María Cristina acompañada por Rodríguez Arias, ministro de marina, y Sagasta, presidente del consejo de ministros, presenció las evoluciones y ejercicios del cazatorpedero Destructor. Junto a su gemelo el Navarra dio escolta el 4 de septiembre de 1887 al vapor Ferrolano, donde iba embarcada la reina, en su visita al puerto de Guetaria, para regresar esa misma noche a San Sebastián.
En el mes de octubre de 1887 visitó el puerto de Tánger con el crucero Navarra. El 10 de febrero de 1888 llegó a la bahía de Tánger al mando del capitán de navío Lazaga para llevar a Roma a una embajada marroquí. El 12 de febrero zarpó de Tánger con la embajada del Sultán de Marruecos. Llegó a Nápoles el 17 de febrero, donde permaneció hasta el día 10 de marzo, fecha en la que volvieron a embarcar los delegados de Marruecos. A causa de un temporal, el crucero recaló en Cartagena, para llegar finalmente a Tánger el 19 de marzo de 1887.
Con motivo de la inauguración de la Exposición Universal de Barcelona, el 20 de mayo de 1888 se reunieron en el puerto varios buques de la escuadra española, la fragata blindada Numancia, las fragata de hélice Gerona  y Blanca, los cruceros Castilla y Navarra, Isla de Luzón e Isla de Cuba, el Destructor, los cañoneros Pilar y Cóndor y el transporte Legazpi. Durante los meses de julio a septiembre de 1888 recorrió con la Escuadra de Instrucción los principales puertos de Francia, Italia, Austria y Grecia. Llegó a Tolón el 27 de agosto, donde el 9 de septiembre asistió a la entrega del acorazado Pelayo, con varios buques de la Escuadra de Instrucción, al mando del contraalmirante don José de Carranza y Echevarría, compuesta por la fragata Numancia y los cruceros Isla de Luzón y Castilla, este último al mando del capitán de navío Indalecio Núñez y Zuloaga.
El 10 de enero de 1889 zarpó de Mahón rumbo a Puente Mayorga donde se encontraba averiada la fragata de hélice Nuestra Señora del Carmen. Zarparon con la fragata a remolque del crucero la noche del 14 de enero y llegaron a la bahía de Cádiz la mañana del 15 de enero.
El 23 de marzo de 1889 zarpó de Cádiz rumbo a Tánger para llevar al nuevo representante español ante el Sultán de Marruecos, el subsecretario de Estado Francisco Rafael Figueras. En septiembre de 1889 hubo nuevos enfrentamientos con Marruecos que culminaron en el ataque al cañonero Cocodrilo. El 23 de septiembre fue enviado a Alhucemas junto a la Escuadra de Instrucción, que se encontraba anclada en Cádiz al mando del contraalmirante Carranza, y que estaba compuesta por el acorazado Pelayo, al que le faltaba la artillería principal, la fragata Numancia y el crucero Castilla. En aguas de Alhucemas se encontraban ya la fragata Gerona y el crucero Isla de Luzón, mientras el crucero Isla de Cuba puso rumbo a Tánger y el crucero Navarra zarpaba de Tánger rumbo a Alhucemas con emisarios del sultán de Marruecos para liberar a los prisioneros del laúd capturado Miguel y Teresa.
A comienzos del año 1890 fue destinado a las islas Filipinas con los cruceros Don Antonio de Ulloa y Don Juan de Austria. El 9 de abril de 1890 zarparon de Barcelona los tres cruceros rumbo a Filipinas, bajo el mando del capitán de navío Manuel de la Cámara y Livermore. Los buques arribaron a Manila el 17 de junio. Estos tres buques fueron apodados como la “escuadra negra”, al llegar pintados de negro en vez del blanco reglamentario para los buques coloniales.
En junio de 1893 visitó el puerto de Yokohama. Dos años después se firmó con Japón un tratado para fijar los límites de los dos países en el Pacífico y evitar conflictos.
En agosto de 1896 participó en varias operaciones de apoyo al ejército, que combatía a los insurrectos en Cavite.
Cuando comenzó la guerra de 1898 con los Estados Unidos, se encontraba en el apostadero de Cavite, al mando del capitán de navío Alonso Morgado y Pita da Veiga. Participó el 1 de mayo de 1898 en el Batalla de Cavite, a cuyo puesto tuvo que ser remolcado por tener su maquinaria inservible, y se desembarcó el armamento del costado que no se presentaba al enemigo para reforzar las defensas costeras. En el transcurso del combate contra la escuadra estadounidense del comodoro George Dewey, resultó incendiado, y destruido y recibió en total 25 muertos y 30 heridos.

### Buques de la clase
• Aragón
• Navarra

### Listas relacionadas
• Cruceros de la Armada de España
• Buques retirados de la Armada Española